# Paul LaLonde
Paul LaLonde es un guionista y productor de cine canadiense-estadounidense, fundador de la compañía productora Cloud Ten Pictures. También fue coanfitrión de la serie de los años 1980, This Week In Bible Prophecy, junto a su hermano Peter LaLonde. Fue coproductor de la película Left Behind: The Movie (2000), ya que su empresa se ha especializado en crear películas relacionadas con el fin de los tiempos.
Paul Lalonde y su hermano Peter crearon Cloud Ten Pictures como un medio para difundir el mensaje del Evangelio y producir películas cristianas inspiradoras. La empresa comenzó a trabajar imprimiendo el boletín The Omega Newsletter en su sótano; de ahí pasó a producir y hospedar un espectáculo televisivo semanal con formato noticioso, This Week in Bible Prophecy; ´continuó produciendo documentales como Final Warning, Startling Proofs y Last Days; para finalmente producir películas para cine.